# Delta Columbae
Delta Columbae ( δ Columbae, förkortat Delta Col,  δ Col) som är stjärnans Bayerbeteckning, är en dubbelstjärna  belägen i östra delen av stjärnbilden Duvan. Den har en skenbar magnitud på  3,85. och är synlig för blotta ögat. Baserat på årlig parallaxförsljutning på 13,94 mas, beräknas den befinna sig på ett avstånd av ca 234 ljusår (72 parsek) från solen.

## Nomenklatur
Delta Columbae hade tidigare beteckning 3 Canis Majoris, eftersom de tidiga astronomerna Johann Bayer och John Flamsteed inte inkluderade stjärnbilden Duvan i sina stjärnkartor. Den har det ovanliga traditionella namnet Ghusn al Zaitun, från den arabiska الغصن الزيتون al-ghuşn al-zaitūn "olivgrenen".
För tidiga arabiska astronomer bildade Delta Columbae, tillsammans med Furud (Zeta Canis Majoris), Lambda Canis Majoris, Gamma Columbae, Theta Columbae, Kappa Columbae, Lambda Columbae, My Columbae och Xi Columbae asterismen Al Ḳurūd ( ألقرد- al-qird ), ”aporna”.

## Egenskaper
Primärstjärnan Delta Columbae A är en utvecklad ljusstark jättestjärna av spektralklass G7 II. Den avger omkring 149 gånger mer energi än solen från dess yttre atmosfär vid en effektiv temperatur på 5 136 K.
Delta Columbae är en ensidig spektroskopisk dubbelstjärna med en omloppsperiod på 868,78 dygn och en excentricitet av 0,7. Den har en egenrörelse på 30,2 ± 3,9 km/s , vilket gör den till en kandidat som runaway-stjärna.